# Fabrice Jeandesboz
Fabrice Jeandesboz (nascido em 4 de dezembro de 1984) é um ciclista profissional francês. Desde o ano de 2014 compete para a equipe Direct Énergie.